# Ranunculus hayekii
Ranunculus hayekii là một loài thực vật có hoa trong họ Mao lương. Loài này được Dörfl. miêu tả khoa học đầu tiên năm 1918.